# 이데르송 오노라투 캄푸스
이데르송 오노라투 캄푸스(포르투갈어: Ederson Honorato Campos, 1986년 1월 13일 ~ )는 브라질의 전 축구 선수로서, 포지션은 공격형 미드필더였다.

## 수상
브라질 U-17
- FIFA U-17 월드컵: 2003

라치오
- 코파 이탈리아: 2012–13

플라멩구
- 캄페오나투 카리오카: 2017